# Праведник Бабьего Яра
Праведник Бабьего Яра — почётное звание, присваиваемое людям, которые во время оккупации Киева укрывали евреев, которых нацисты и их приспешники уничтожали. Такие действия грозили смертью тем, кто укрывал евреев. Звание учреждено фондом «Память Бабьего Яра» и присвоено более чем 4500 награждённым.

## История
Данное почётное звание стало присваиваться с 1989 г., после того когда появились первые сведения о спасителях людей, обречённых на смерть. В апреле 1989 года было утверждено звание «Праведник Бабьего Яра». Первыми праведниками стали члены семьи священника А. Глаголева. Первые свидетельства были от людей, которые уцелели во время расстрела: Геня Баташова, Мария Пальто, Раиса Дашкевич, Иосиф Гусарев, Василий Михайловский, Людмила Бородянская, Шеля Полищук, Роман Штейн. Первая встреча киевлян со спасёнными от расстрела и их спасителями прошла в Киевском «Доме учителя» в ноябре 1989 года, в ней приняли участие более 600 человек. По инициативе фонда городскими головами Киева Александром Омельченко и Леонидом Черновецким ежегодно проводятся торжественные приёмы Праведников, а также были установлены ежеквартальные стипендии.

## Награждение
Награждённые получают:
- Диплом Праведника Бабьего Яра
- Медаль Праведника Бабьего Яра
- Пожизненную пенсию
- В их честь будут сажаться деревья на Аллее Праведников с табличкой, на которой имя и страна
- С 2009 года все Праведники получают надбавку к пенсии[2].

## Аллея праведников
В 2011 году на территории Бабьего Яра предполагалось открытие Аллеи праведников, однако открытие откладывается.

## Неполный список Праведников Бабьего Яра

### А
| Ф. И. О. праведника                    | Спасённые | Место спасения | Дата присвоения звания | Примечания |
| -------------------------------------- | --------- | -------------- | ---------------------- | ---------- |
| Александр Андреевич Агеев              |           |                | -                      |            |
| Мария Ивановна Агеева                  |           |                | -                      |            |
| Андрей Ефимович Агеев                  |           |                | -                      |            |
| Елизавета Андреевна Агеева             |           |                | -                      |            |
| Юрий Сергеевич Асеев                   |           |                | -                      |            |
| Евгения Васильевна Андриевская         |           |                | -                      |            |
| Инна Ивановна Шаповалова (Андриевская) |           |                | -                      |            |